# Synodontis woleuensis
Synodontis woleuensis är en fiskart som beskrevs av John P. Friel och Sullivan 2008. Synodontis woleuensis ingår i släktet Synodontis och familjen Mochokidae. IUCN kategoriserar arten globalt som otillräckligt studerad. Inga underarter finns listade i Catalogue of Life.